# Vajszló
Vajszló nagyközség Baranya vármegyében, a Sellyei járásban.

## Fekvése
A Dráva-síkon, az Ormánságban, a vármegye délnyugati részén, Magyarország déli határa közelében helyezkedik el. Pécstől 33 kilométerrre délnyugati irányban; a Dráva folyótól Vejti felől megközelítve 11 kilométerre van. A település patakja a Fekete-víz.

### Megközelítése
Közúton minden égtáj irányából megközelíthető: észak felől a Pécstől idáig húzódó 5801-es úton, kelet-nyugati irányban a Harkány-Sellye-Darány közt húzódó 5804-es úton. Délnyugati szomszédaival az 5823-as út kínál közúti kapcsolatot; déli irányban Vejtivel az 5821-es út köti össze.

## Nevének eredete
A község neve szláv eredetű személynévből, Wojislav, Voyzlow, Wohwslo, Woyzd, vagy Vayzlo, esetleg Vojislav, vagy Vojslav alakulhatott ki.

### Idegen elnevezései
A falu horvát neve hivatalosan Vajslovo, amelyet a drávasztárai horvátok használtak, a Vajslov alakot a szalántai–németi horvátok használták.

## Története
Az Árpád-korban a közelében vár állhatott, mert írásos forrás még 1257-ben is említi.
Vajszló nevét az oklevelek 1244-ben említették először Woyzlou alakban írva mint a kovászdi vár vajszlói földjét, amelyet abban az évben IV. Béla magyar király Németi nemzetségbeli Ambrus ispánnak adott, és határát leíratta.
1257-ben Vajszlót a margit-szigeti apácák sámodi uradalmának határjárásában említették. 1257-ben Petre és Pál kovázdi vár jobbágyai vajszlói földjüket erdővel és kaszálóval együtt a margit-szigeti apácáknak adták zálogba, s ez évben IV. Béla király engedélyével az apácák szabad jobbágyai közé léptek olyan feltétellel, hogy amennyi földre szükségük van, azt maguknak megtarthatják, a többit az egyháznak adják. 1268-ban ezt V. István ifjabb király is megerősítette. 1335-ben papja 10 báni pápai tizedet fizetett. A török hódoltság alatt is lakott a falu, de a török kiűzésekor alig néhány család maradt.

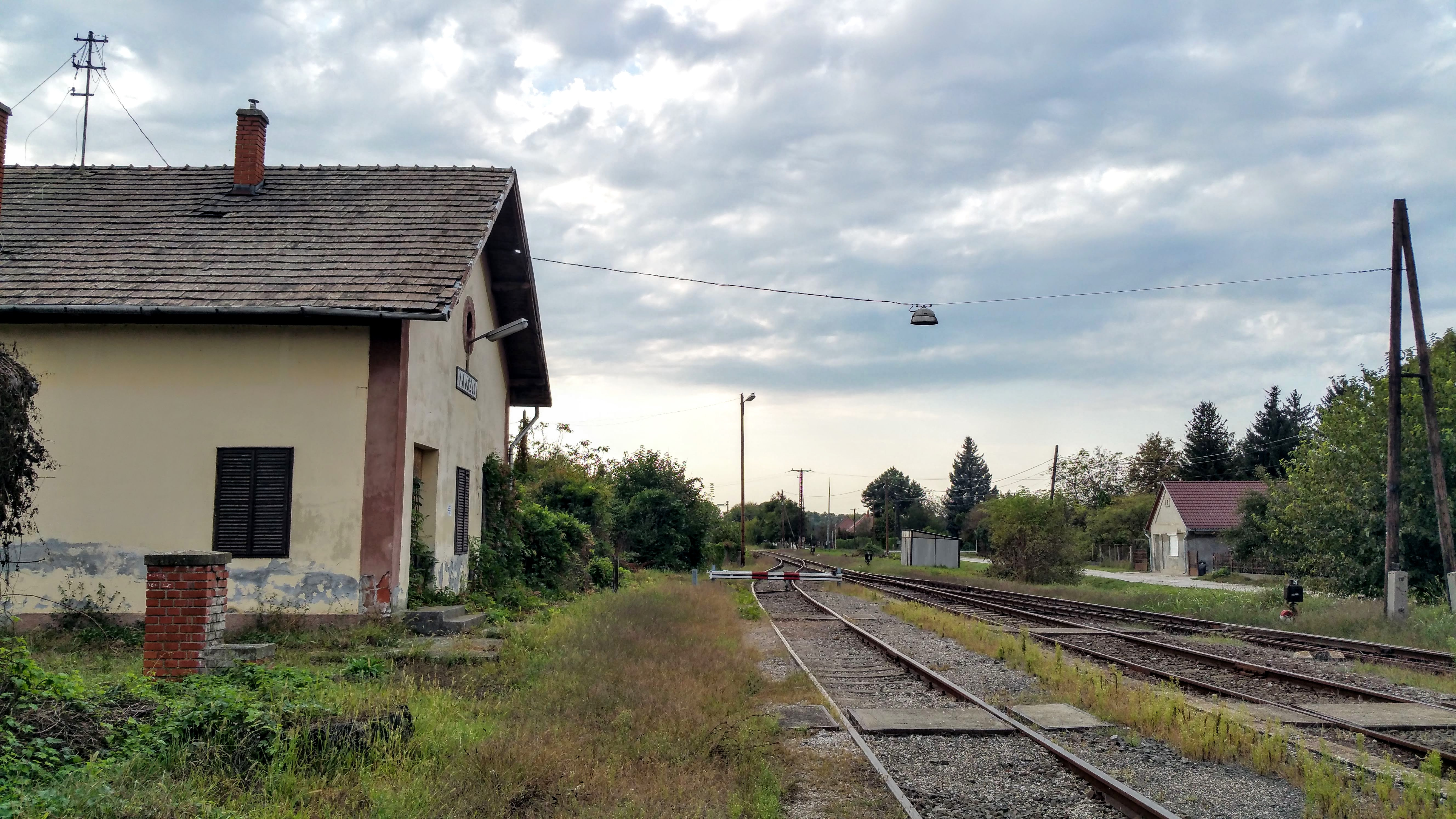
Vajszló egykori vasútállomása 2019-ben

A 20. század elején a falu fejlődésnek indult, jó pár egyesület és egy bank is létesült.
2013-ban felújították a Görcsöny-Vajszló közti utat, amely az 5801-es út része, ezáltal a mindennapos igénybevételt jobban tűrő útja lett a térségnek, és javultak a közlekedési lehetőségek is Pécs és az ormánsági települések között.
2007 óta nincs vasúti közlekedése, azonban 2019-ben még járható állapotban volt a sínpár.

## Közélete

### Polgármesterei
- 1990–1994: Katona Zoltán (független)[7]
- 1994–1998: Lázár István (független)[8]
- 1998–2002: Lázár István (független)[9]
- 2002–2006: Gönczi Istvánné (független)[10]
- 2006–2010: Denke Valéria (független)[11]
- 2010–2012: Denke Valéria (Fidesz-KDNP)[12]
- 2013–2014: Horváth István (független)[13]
- 2014–2019: Horváth István (független)[14]
- 2019–2024: Horváth István (független)[15]
- 2024– : Teleki Dávid (független)[1]

A településen 2013. március 10-én időközi polgármester-választást kellett tartani, mert az előző polgármester tisztségét a Pécsi Ítélőtábla, a Pécsi Törvényszék ítéletét helybenhagyva megszüntette. Denke Valériát a helyi képviselő-testület még 2011 májusában felfüggesztette a munkavégzés alól, tisztségéből való felmentésére a bírósági indoklás szerint feladatainak nem megfelelő ellátása miatt került sor 2012 decemberében. A történtek hátterében az állt, hogy egy könyvvizsgálói jelentés problémákat tárt fel a község gazdálkodásában; az ügyben büntetőeljárás is indult nagy vagyoni hátrányt okozó hűtlen kezelés gyanújával. Az időközi választáson Denke Valéria – nem meglepő módon – nem is indult el, az őt korábban jelölő pártszervezet egy másik aspiráns mögé állt, de ő a viszonylag nagy számú, összesen hat jelölt közül csak a harmadik helyet érte el.

## Népessége
A település népességének változása:
| Lakosok száma | 1821 | 1811 | 1774 | 1709 | 1686 | 1606 | 1622 | 1601 |
|               | 2013 | 2014 | 2015 | 2019 | 2021 | 2022 | 2023 | 2024 |

A 2011-es népszámlálás során a lakosok 93,3%-a magyarnak, 5,6% cigánynak, 1,7% horvátnak, 0,4% németnek, 0,6% románnak mondta magát (6,6% nem nyilatkozott; a kettős identitások miatt a végösszeg nagyobb lehet 100%-nál). A vallási megoszlás a következő volt: római katolikus 59%, református 18,8%, evangélikus 0,2%, görögkatolikus 0,2%, felekezeten kívüli 9,1% (11,8% nem nyilatkozott).
2022-ben a lakosság 88,5%-a vallotta magát magyarnak, 4,6% cigánynak, 1,9% horvátnak, 0,4% németnek, 0,3% románnak, 0,2% bolgárnak, 0,1% görögnek, 1,6% egyéb, nem hazai nemzetiségűnek (11,4% nem nyilatkozott; a kettős identitások miatt a végösszeg nagyobb lehet 100%-nál). Vallásuk szerint 37,5% volt római katolikus, 16,4% református, 0,2% görög katolikus, 0,1% evangélikus, 1,1% egyéb keresztény, 1,9% egyéb katolikus, 9,2% felekezeten kívüli (33,5% nem válaszolt).

## Gazdaság

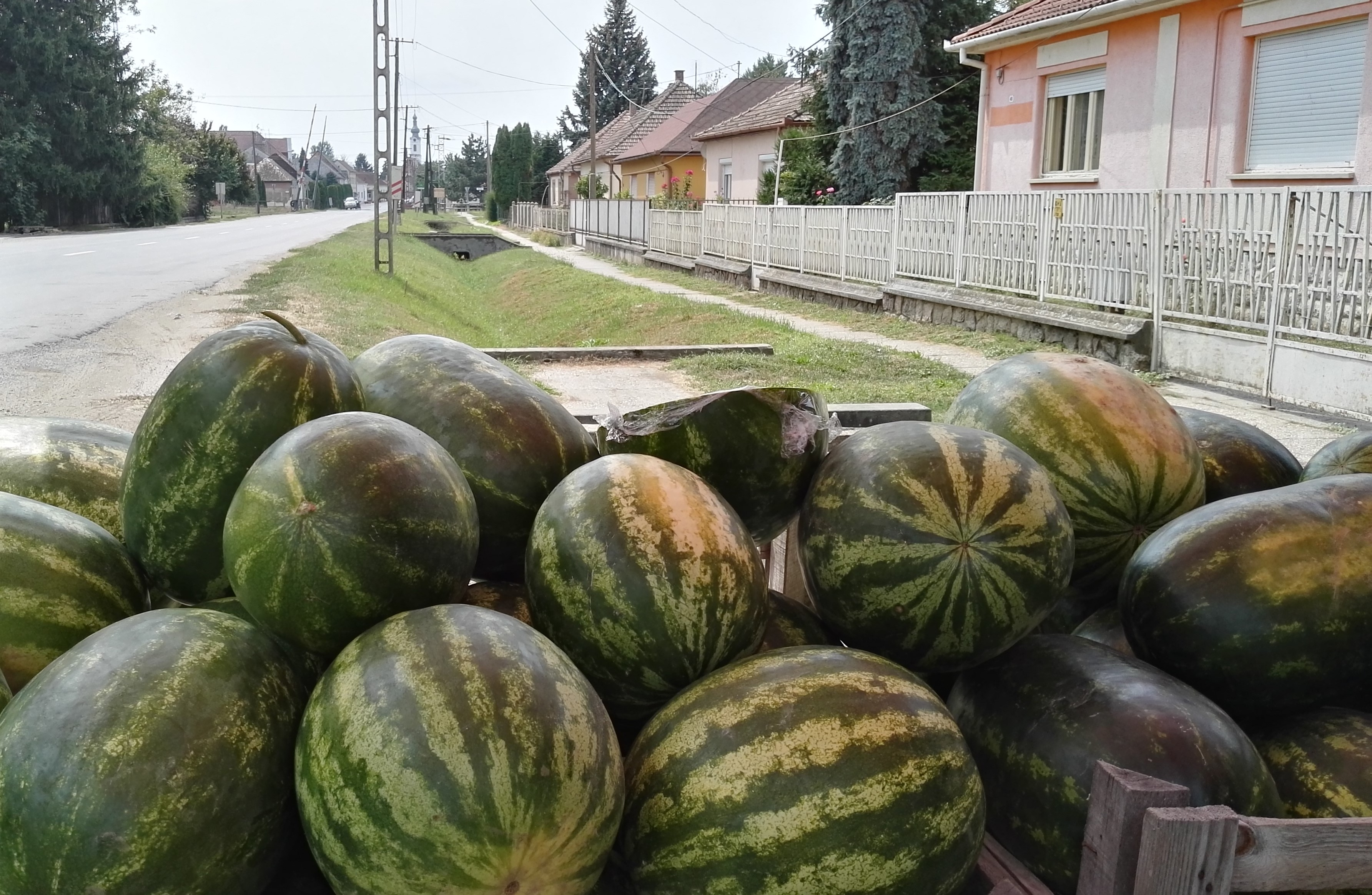
Vajszlói dinnye a Széchenyi utcában

A mai napig jelentős a görögdinnye-termesztés.

## Látnivalók
- Kodolányi János emlékmúzeum
- Római katolikus temploma 1778-ban épült. A templom főoltára és a szószék copf stílusban készült.
- Református temploma 1785-ben épült, barokk stílusban.
- Kanális[22]

## Híres lakói
- Kodolányi János író tízéves korától Vajszlón élt hosszú ideig.

## Híres szülöttei
- Haraszti Pál (1913–1987) festőművész.[23]